# مختارآباد بنرود
روستای مختارآباد بُن رود از توابع بخش ارژن شهرستان شیراز و استان فارس در کشور ایران می‌باشد که در فاصله حدود ۷۰ کیلومتری غرب شهر شیراز و ۲۷ کیلومتری شمال غرب دشت ارژن و در مجاورت روستای بیستون بن رود و قلعه کربلایی محمدعلی بن رود قرار دارد. در گذشته این روستا بخشی از شهرستان کازرون بوده‌است.

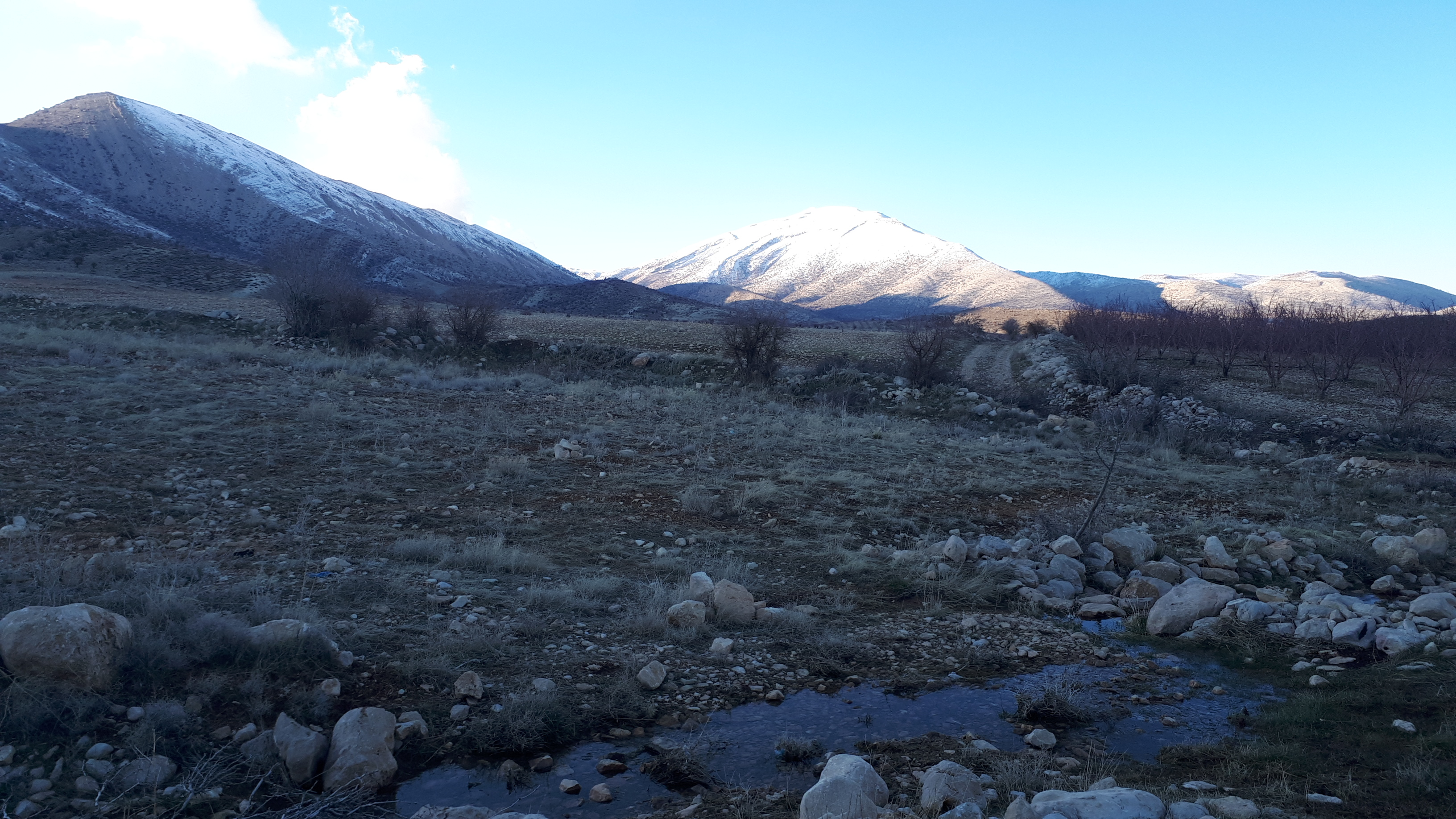
کوه تاسک و طبیعت روستای مختارآباد بن رود

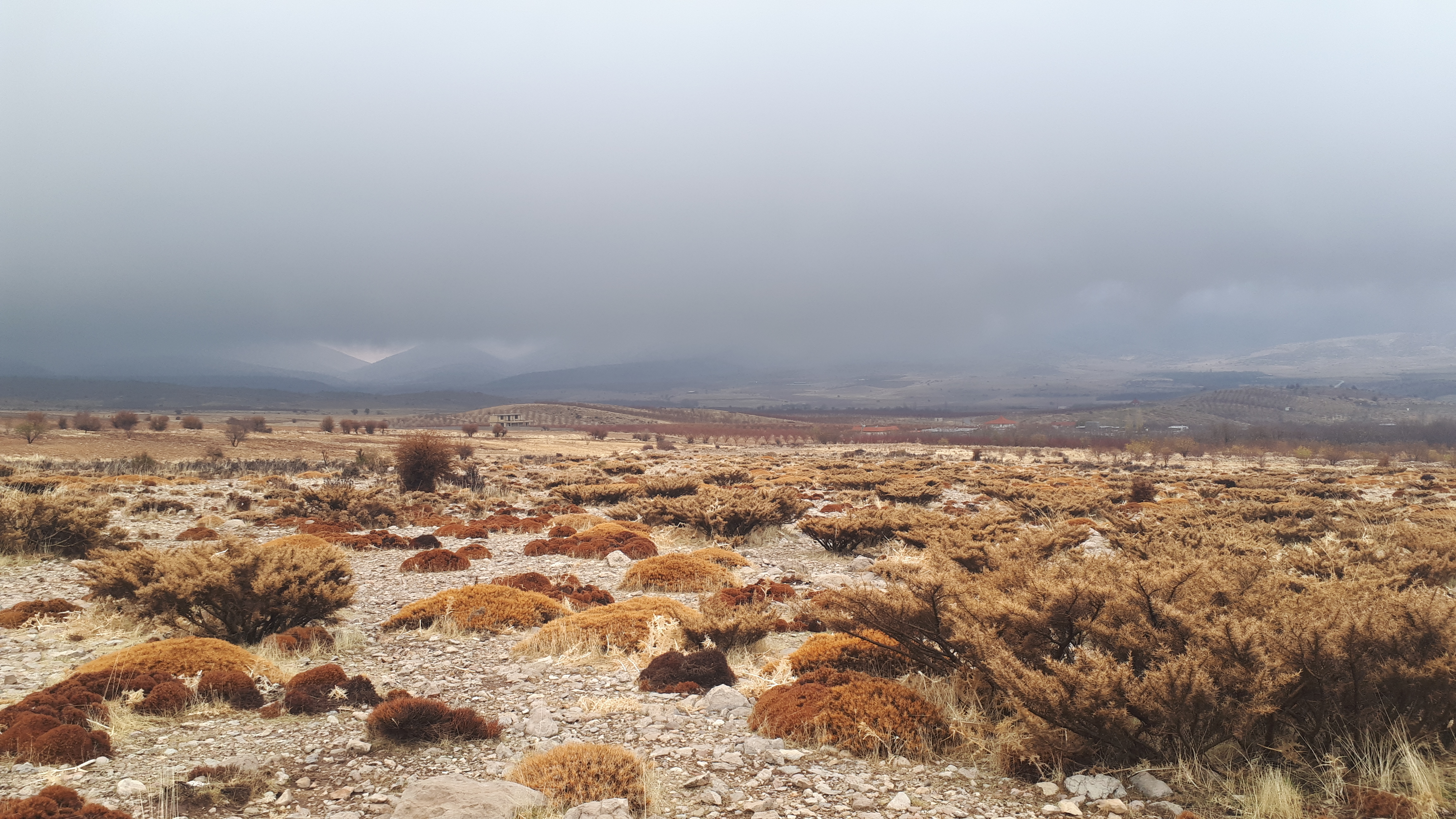
طبیعت روستای مختارآباد بن رود در آذرماه

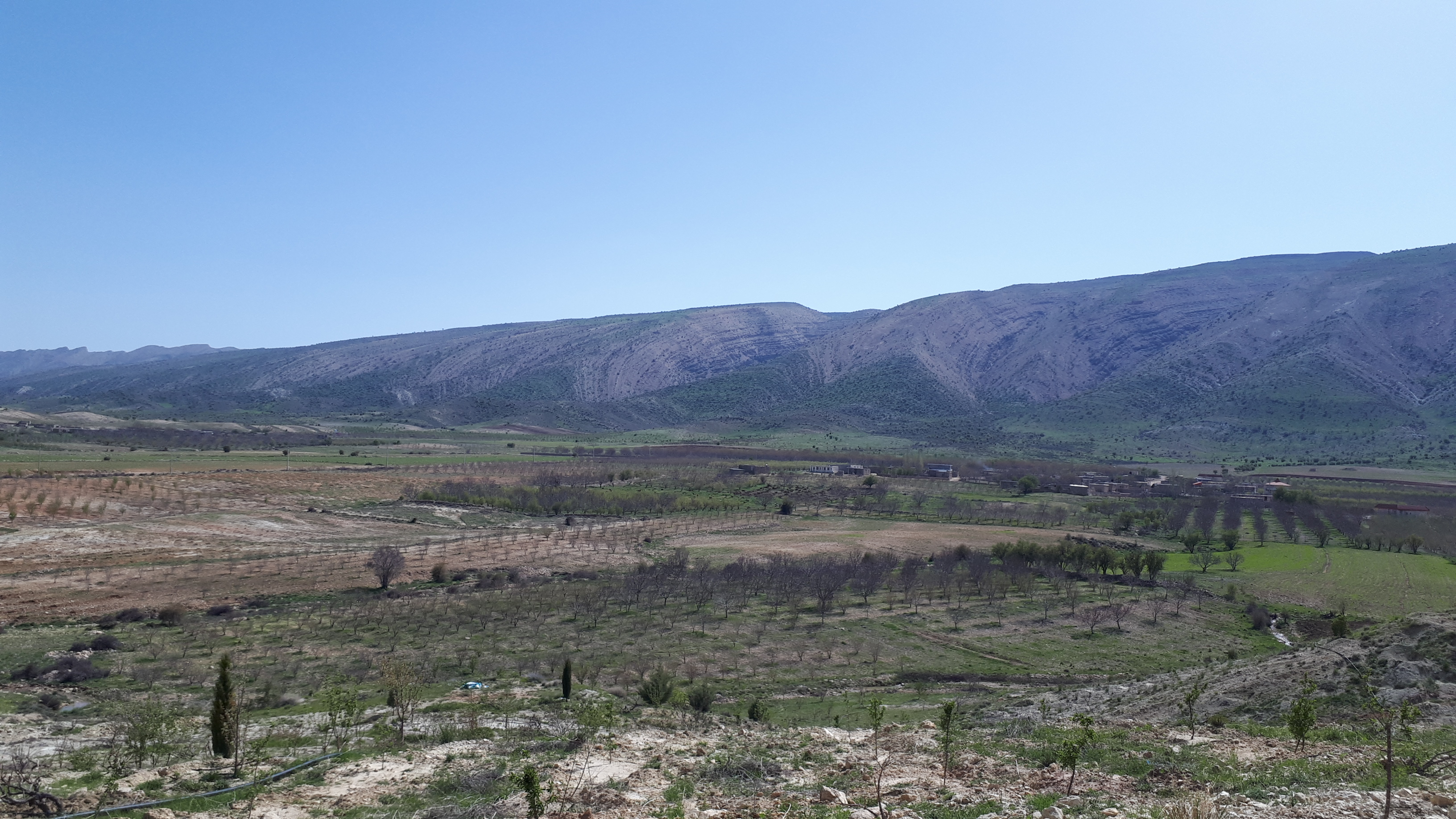
طبیعت روستای مختارآباد بن رود

### جمعیت و مردم‌شناسی
- مردم روستا عمدتاً از طوایف بختیاری از شاخه چهارلنگ که در گذشته از دشت خان میرزای چهارمحال و بختیاری و نیز سادات موسوی که از استان کهگیلویه و بویر احمد به منطقه کوهمره نودان و روستای تنگ شیب و سپس به منطقه بن رود مهاجرت کرده‌اند می‌باشند و همگی دارای مذهب شیعه دوازده امامی هستند. زبان مردم فارسی با گویش لری ممسنی بوده و زندگی مردم بر پایه باغ داری و کشاورزی و دامداری قرار دارد که امروزه بخشی از مردم به علت تحصیلات دانشگاهی و کسب و کار به شهر مهاجرت نموده‌اند.
- این روستا در فصل زمستان بیشتر اهالی روستا به شهر رفته و زمان بهار برای کاشت نخود و اب هوای مناسب به این روستا باز میگردند بخاطر این اسم این روستا هم روستای فصلی هست
- جمعیت ساکن در روستا طبق سرشماری نفوس و مسکن که در سال ۱۳۹۵ انجام گرفت ۱۶۷ نفر در قالب ۵۴ خانوار بوده که ۸۹ نفر را مردان و ۷۸ نفر را زنان[۵] تشکیل داده‌اند. باتوجه به اینکه بخش عمده ای از اهالی به صورت فصلی در روستا حضور دارند و به خصوص در فصل‌های سرد سال و زمان تحصیلات فرزندان در شهر ساکن می‌باشند، جمعیت روستا بیشتر از آمار فوق می‌باشد که در مجموع جمعیت اهالی روستا نزدیک به چهارصد نفر می‌باشد. همچنین در سرشماری نفوس و مسکن سال ۱۳۹۰ جمعیت ساکن در روستا برابر با ۱۴۶ نفر(۷۴ مرد و ۷۲ زن) در قالب ۴۲ خانوار[۶] بوده که از این تعداد ۵۳ نفر از مردان (۷۲درصد) و ۴۲ نفر از بانوان (۵۸درصد) و در مجموع ۹۵ نفر از ساکنین روستا (معادل ۶۵درصد) باسواد بوده‌اند.[۷] همچنین در سرشماری مرکز آمار ایران در سال ۱۳۸۵، جمعیت ساکن در روستا ۱۳۶ نفر (۷۳ مرد و ۶۳ زن) در قالب ۳۲خانوار بوده‌است که ۵۶ نفر از مردان (۷۶درصد) و ۳۷ نفر از زنان (۵۹درصد) و در مجموع ۹۳ نفر (۶۸درصد) دارای سواد بوده‌اند.[۸]

### طبیعت و جغرافیا
- متوسط ارتفاع روستا از سطح آب‌های آزاد ۲۲۰۰ متر و دارای آب و هوای سردسیری با بارش برف زمستانه و تابستان نسبتاً گرم و معتدل می‌باشد.
- کوه کل ارژنک[۹][۱۰] (به گویش محلی کوه کَل اَرزَنَک و کَل ارژَنَک و به انگلیسی Kūh-e Kol Arzhanak)[۱۱] با ارتفاع ۲۸۳۰ متر و کوه دیوار مسی[۱۲][۱۳] (Kūh-e Dīvār Mesī) با بلندای ۲۶۳۳ متر از سطح دریا در مجاورت روستای مختارآباد بن رود قرار دارد. همچنین از قله‌های معروف منطقه بن رود می‌توان به کوه تاسک (Kūh-e Tāsak) که با بلندای ۳۰۶۰ متر از کوه‌های معروف و زیبای استان فارس می‌باشد، کوه بزرگ[۱۴](Kūh-e Bozorg) در مجاورت روستای تل کره ای بن رود با بلندای ۲۷۲۰متر، کوه کله خرس[۱۵] (Kūh-e Kal-e Khers) و کوه کله گاو[۱۶] (Kūh-e Kalleh Gāv) در منطقه بیدقطار بن رود با بلندای به ترتیب ۲۶۶۲ متر و ۲۸۲۹ متر، کوه شاه نشین (Kūh-e Shāh Neshīn) با بلندای ۲۹۴۷ متر در مجاورت کوه تاسک و نیز کوه نار (انار) اشاره کرد.
- پوشش گیاهی منطقه همانند سایر مناطق زاگرس دارای درختان و گونه‌های گیاهی متنوعی است که می‌توان به درخت ارژن، کیالک، کیکوم، بَنیو، شِن، مبارک، بَن و بوته‌های گون، شِلال، شیرین بیان و جاشیر کوهی اشاره کرد. از سایر گونه‌های گیاهی می‌توان به سپیدار، بید و صنوبر اشاره نمود.
- یکی از سرشاخه‌های اصلی و دایمی رودخانه قره آغاج که از کوه‌های بلند منطقه سرچشمه می‌گیرد از مجاورت روستای مختارآباد بن رود می‌گذرد. به همین دلیل نام این منطقه را بن رود به معنای سرچشمه رود نام گذاری کرده‌اند.

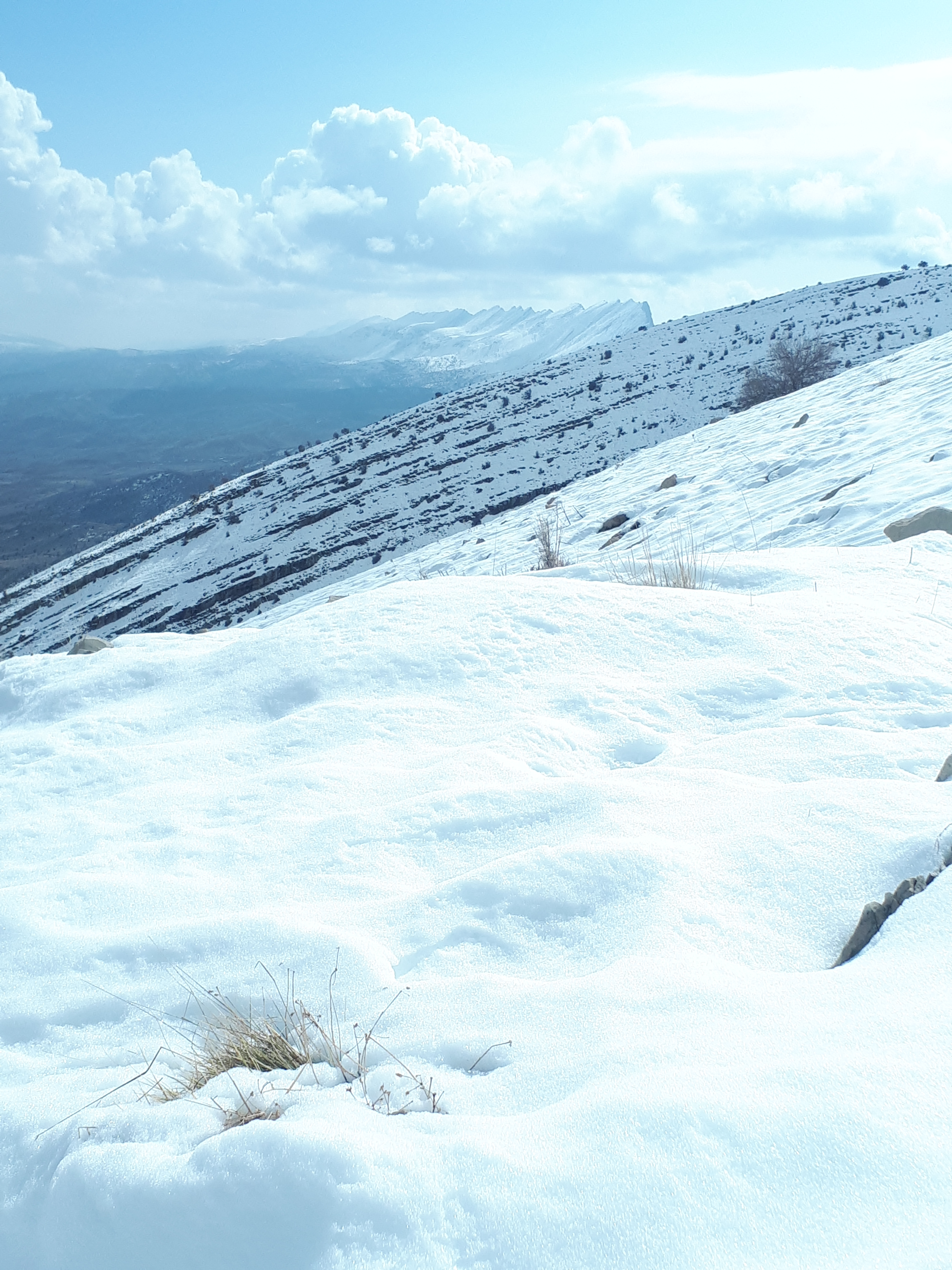
نمای کوه کله خرسی از منطقه مختارآباد بنرود

- نمای کوه کله خرسی از منطقه مختارآباد بنروداز محصولات منطقه می‌توان به انواع سیب و آلو، گلابی، گیلاس، بادام، گردو، هلو، انگور و غوره، گندم، جو، لوبیا، عدس، نخود و سایر حبوبات، سیب زمینی، صیفی جات و سیر اشاره کرد.

### خدمات و امکانات روستایی
- پس از انقلاب اسلامی به همت جهاد سازندگی، راه ارتباطی روستا به مرکز استان آسفالت گردید که این جاده روستایی در سال ۱۳۹۹ و با ادامه یافتن تا روستاهای بیستون بن رود، تُل کره ای بن رود و بیدقطار بن رود بازسازی شده‌است.
- به همت جهاد سازندگی، آب آشامیدنی روستا نیز در اواخر دهه شصت به صورت لوله‌کشی فراهم گردید و روستا در اواخر دهه ۷۰ به شبکه برق متصل و اکنون دارای گاز لوله‌کشی و شبکه تلفن همراه نیز می‌باشد. همچنین برخی از کوچه‌های روستا دارای آسفالت و جدول کشی می‌باشد.
- طرح هادی روستا در سال ۱۳۹۳ توسط بنیاد مسکن انقلاب اسلامی فارس تهیه و اجرا گردیده‌است.[۱۷]
- روستای مختارآباد بن رود دارای یک دبستان دوکلاسه قدیمی به اسم دبستان شهید جهان آرا بوده و در حال حاضر امکان تحصیل کودکان تا کلاس ششم ابتدایی در روستا فراهم می‌باشد. کودکان پس از آن برای ادامه تحصیل به روستاهای بزرگتر یا شهرها مراجعه می‌کنند.
- تنها مسجد روستا نیز به اسم مسجد حضرت اباالفضل العباس(ع) با تلاش اهالی روستا و خیرین ساخته شده‌است.